# Alex Black
Alexander Anthony Black (Redwood City, California, 20 de abril de 1989) es un actor de televisión y cine estadounidense.
Ha aparecido en varias películas, así como interpretó un papel secundario en Embrujadas. Más recientemente ha trabajado en Manual de supervivencia escolar de Ned serie emitida por el canal Nickelodeon.

## Otras Apariciones
- The David Cassidy Story (2000) - Patrick Cassidy
- Misterios sin resolver (ep. “Chico Fantasma”), (2001) - Kenny
- El Chico de la Burbuja (2001) - Jimmy
- Charmed (temp. 4; ep. Lost and Bound), (2002) - Tyler
- Desert Saints (2002) - Chico joven
- Spider-Man (película) (2002) - Chico en el tranvía
- Off-Centre (ep. Cockfight), (2002) - Euan de joven
- The Gentleman Don ”La Mancha” (2004) - T.J.
- 13 Going On 30 (2004) - Chris Grandy de niño
- Manual de Supervivencia Escolar de Ned (2004-2007) - Seth Powers
- Huff (Serie de TV) (2004) - Tim Winnick
- CSI: Miami (ep. Hell Night), (2004) - Christopher Owens
- Dogg's Hamlet, Cahoot's Macbeth (2005) - Laertes
- ER (ep. Ruby Redux), (2005) - Dirk
- Generation Gap (2008) - Dylan Statlan

- Datos: Q363026